# Valeri Komarov
Valeri Valerievitch Komarov (en russe : Валерий Валерьевич Комаров) est un joueur russe de volley-ball né le 21 mars 1980 à Doubna (oblast de Moscou, alors en URSS). Il mesure 1,87 m et joue libero.

## Clubs
| Club                      | De        | À         |
| ------------------------- | --------- | --------- |
| Iaroslavitch Iaroslavl    | 1996-1997 | 1999-2000 |
| Iskra Odintsovo           | 2000-2001 | 2005-2006 |
| Dynamo-Yantar Kaliningrad | 2006-2007 | 2006-2007 |
| Lokomotiv Novossibirsk    | 2007-2008 | 2010-2011 |
| Oural Oufa                | 2011-2012 | 2011-2012 |
| Iskra Odintsovo           | 2012-2013 | 2012-2013 |
| Dinamo Krasnodar          | 2013-2014 | ...       |

## Palmarès
- Championnat du monde des moins de 19 ans (1)
  - Vainqueur : 1999
- Ligue des champions
  - Finaliste : 2004
- Coupe de la CEV
  - Finaliste : 2006
- Championnat de Russie
  - Finaliste : 2003
- Coupe de Russie (3)
  - Vainqueur : 2002, 2010, 2011
  - Finaliste : 2005